# British Academy Film Awards 1964
Die 17. Verleihung der British Academy Film Awards zeichnete die besten Filme von 1963 aus. Die Filmpreise wurden von der British Academy of Film and Television Arts (BAFTA) verliehen. 
| Film                                 | N | A |
| ------------------------------------ | - | - |
| Der Diener                           | 7 | 3 |
| Geliebter Spinner                    | 6 | 0 |
| Tom Jones – Zwischen Bett und Galgen | 6 | 3 |
| Lockender Lorbeer                    | 5 | 1 |
| David und Lisa                       | 4 | 0 |
| Scheidung auf Italienisch            | 3 | 1 |
| Die Tage des Weines und der Rosen    | 3 | 0 |
| Der Wildeste unter Tausend           | 3 | 1 |
| Was geschah wirklich mit Baby Jane?  | 2 | 0 |
| Wer die Nachtigall stört             | 2 | 0 |

## Preisträger und Nominierungen

### Bester Film
Tom Jones – Zwischen Bett und Galgen (Tom Jones) – Regie: Tony Richardson
Achteinhalb (8½) – Regie: Federico Fellini
David und Lisa (David and Lisa) – Regie: Frank Perry
Der Diener (The Servant) – Regie: Joseph Losey
Geliebter Spinner (Billy Liar) – Regie: John Schlesinger
Lockender Lorbeer (This Sporting Life) – Regie: Lindsay Anderson
Das Messer im Wasser (Nóż w wodzie) – Regie: Roman Polański
Scheidung auf italienisch (Divorzio all’ italiana) – Regie: Pietro Germi
Die Tage des Weines und der Rosen (Days of Wine and Roses) – Regie: Blake Edwards
Die vier Tage von Neapel (Le quattro giornate di Napoli) – Regie: Nanni Loy
Wer die Nachtigall stört (To Kill a Mockingbird) – Regie: Robert Mulligan
Der Wildeste unter Tausend (Hud) – Regie: Martin Ritt

### Bester britischer Film
Tom Jones – Zwischen Bett und Galgen (Tom Jones) – Regie: Tony Richardson
Der Diener (The Servant) – Regie: Joseph Losey
Geliebter Spinner (Billy Liar) – Regie: John Schlesinger
Lockender Lorbeer (This Sporting Life) – Regie: Lindsay Anderson

### United Nations Award
Karami-ai – Regie: Masaki Kobayashi
Hinter feindlichen Linien (War Hunt) – Regie: Denis Sanders

### Bester ausländischer Darsteller
Marcello Mastroianni – Scheidung auf italienisch (Divorzio all’ italiana) 
Howard Da Silva – David und Lisa (David and Lisa)
Jack Lemmon – Die Tage des Weines und der Rosen (Days of Wine and Roses)
Paul Newman – Der Wildeste unter Tausend (Hud)
Gregory Peck – Wer die Nachtigall stört (To Kill a Mockingbird)

### Beste ausländische Darstellerin
Anouk Aimée – Der Wildeste unter Tausend (Hud) 
Joan Crawford – Was geschah wirklich mit Baby Jane? (What Ever Happened to Baby Jane?)
Bette Davis – Was geschah wirklich mit Baby Jane? (What Ever Happened to Baby Jane?)
Lee Remick – Die Tage des Weines und der Rosen (Days of Wine and Roses)
Daniela Rocca – Scheidung auf italienisch (Divorzio all’ italiana)

### Bester britischer Darsteller
Dirk Bogarde – Der Diener (The Servant) 
Tom Courtenay – Geliebter Spinner (Billy Liar)
Albert Finney – Tom Jones – Zwischen Bett und Galgen (Tom Jones)
Hugh Griffith – Tom Jones – Zwischen Bett und Galgen (Tom Jones)
Richard Harris – Lockender Lorbeer (This Sporting Life)

### Beste britische Darstellerin
Rachel Roberts – Lockender Lorbeer (This Sporting Life) 
Julie Christie – Geliebter Spinner (Billy Liar)
Edith Evans – Tom Jones – Zwischen Bett und Galgen (Tom Jones)
Sarah Miles – Der Diener (The Servant)
Barbara Windsor – Sparrows Can’t Sing

### Bester/beste Nachwuchsdarsteller/-in
James Fox – Der Diener (The Servant) 
Wendy Craig – Der Diener (The Servant)
Keir Dullea – David und Lisa (David and Lisa)
Janet Margolin – David und Lisa (David and Lisa)

### Bestes britisches Drehbuch
John Osborne – Tom Jones – Zwischen Bett und Galgen (Tom Jones) 
Willis Hall, Keith Waterhouse – Geliebter Spinner (Billy Liar)
Harold Pinter – Der Diener (The Servant)
David Storey – Lockender Lorbeer (This Sporting Life)

### Beste Kamera (Schwarzweißfilm)
Douglas Slocombe – Der Diener (The Servant) 
Christopher Challis – Die Sieger (The Victors)
Denys N. Coop –  Geliebter Spinner (Billy Liar)
Gerald Gibbs – Endstation 13 Sahara (Station Six-Sahara)
Mutz Greenbaum –  Himmlische Freuden (Heavens Above!)

### Beste Kamera (Farbfilm)
Ted Moore – James Bond 007 – Liebesgrüße aus Moskau (From Russia with Love) 
Jack Asher – Die scharlachrote Klinge (The Scarlet Blade)
Jack Hildyard – Hotel International (The V.I.P.s)
Erwin Hillier – Mein Freund, der Diamanten Joe (Sammy Going South)
Arthur Ibbetson – Neun Stunden zur Ewigkeit (Nine Hours to Rama)
Robert Krasker –  Der zweite Mann (The Running Man)
Geoffrey Unsworth – Tamahine

### Bester Kurzfilm
Alles Gute zum Hochzeitstag (Heureux Anniversaire) – Jean-Claude Carrière, Pierre Étaix
Schnee (Snow) – Geoffrey Jones
The War Game – Mai Zetterling
Zeilen – Hattum Hoving

### Bester Animationsfilm
Automania 2000 – Regie: John Halas

The Critic – Regie: Ernest Pintoff